# 시가라키정
시가라키정(信楽町)은 시가현 고카군에 설치되었던 정이다. 시가현 남동부 코가 지방에 있으며, 도자기 시가라키로 유명했다.
2004년 10월 1일, 미나쿠치정, 쓰치야마정, 고카정, 고난정, 시가라키정이 합병해 고카시가 되었기 때문에 폐지되었다. 

## 역사
유적발굴조사 등을 통해 나라시대에 현지 인근에 자향락궁이 존재했을 것으로 생각된다.
- 1889년 4월 1일 - 정촌제 시행과 함께 5개 구역으로 나가노촌이 성립하였다.
- 1921년 8월 15일 - 나가노촌이 정으로 승격해 나가노정이 되었다.
- 1930년 11월 3일 - 나가노정이 시가라키정으로 개칭되었다. 이유는 지역 혼선을 피하기 위함이였다.
- 1954년 9월 1일 - 구모이촌, 고하라촌, 아사미야촌, 다라오촌과 합병해 새로운 시가라키정이 성립하였다.
- 2004년 10월 1일 - 미니쿠치정, 고카정, 고난정, 쓰치야마정과 합병해 고카시가 성립하였다. 동일 시가라키정은 폐지되었다.

## 교통

### 철도
- 시가라키 고원 철도(일본어판)
  - 시가라키 선(일본어판)

### 도로
- 국도 제307호선
- 국도 제422호선 (일본)(일본어판)